# Heidenheim an der Brenz
Heidenheim an der Brenz (eller endast Heidenheim) är en kommun och ort i Landkreis Heidenheim i regionen Ostwürttemberg i Regierungsbezirk Stuttgart i förbundslandet Baden-Württemberg i Tyskland.  Folkmängden uppgår till cirka 49 900 invånare, på en yta av 107 kvadratkilometer.
Staden ingår i kommunalförbundet Heidenheim an der Brenz tillsammans med kommuen Nattheim.
Slottet Hellenstein från 1000-talet ligger på Schlossberg i Heidenheim, staden fick stadsrättigheter 1356.
Den tyska verkstadskoncernen Voith, med tillverkning av bland annat pappersmaskiner, grundades i Heidenheim an der Brenz, och har fortfarande huvudkontor på orten.
Voith är Heidenheims största arbetsgivare med 7.500 personer sysselsatta i staden och dess närmaste omgivning.
År 2006 öppnades ett teknologicentrum för pappersteknologi i staden till en kostnad av 75 miljoner euro, finansierat av Voith.